# 1030
1030 (MXXX) var ett normalår som började en torsdag i den julianska kalendern.

## Händelser

### Sommaren
- Efter att den norske kungen Olav den helige hade blivit avsatt två år tidigare av den dansk-engelske kungen Knut den store och tvingats fly hade han ständigt närt planer på att återvända till Norge och återta kungamakten. Därför invaderar han nu landet, stödd av den svenske kungen Anund Jakob.

### Juli
- 29 juli – Olav stupar i slaget vid Stiklestad i Verdal, cirka nio mil norr om Nidaros (nuvarande Trondheim). Han blir snart dyrkad som helgon i hela Norden med namnet Olav den helige och Olof har fortfarande namnsdag den 29 juli, till minne av denna händelse.[1]

### Okänt datum
- Den kungliga myntpräglingen i Sigtuna upphör.
- Byggandet av Speyers domkyrka påbörjas.
- Staden Kaunas i Litauen grundas.
- Staden Tartu i Estland grundas.
- Thalwil i Schweiz omnämns för första gången.

## Födda
- 26 juli – Stanislaus av Szczepanów.
- Bruno av Köln, tysk ordensgrundare, helgon.
- Stenkil, kung av Sverige 1060–1066 (född omkring detta år).

## Avlidna
- 30 april – Mahmud av Ghazni, sultan
- 29 juli
  - Stupade i slaget vid Stiklestad:
    - Olav den helige, kung av Norge 1015–1028
    - Gissur svarte, isländsk skald
    - Tormod Kolbrunarskald, isländsk skald
    - Torfinn munnen, isländsk skald
- 30 september – Vilhelm V av Akvitanien

### Fotnoter
1. ↑  Det hände i dag